# 德邦物流
德邦物流（上交所：603056）又稱德邦快递，是中華人民共和國一家快遞物流企業，總部位於上海市青浦區。

## 历史
成立於1996年。創始人為崔維星。截至2016年10月，德邦物流網點覆蓋中華人民共和國32個省級行政區域。2018年1月16日，德邦物流在上海證券交易所掛牌上市。2018年7月2日，“大件快递 大有可为”德邦2018战略发布会在“水立方”北京国家游泳中心举行，德邦物流正式宣布更名为德邦快递。
2021年6月22日，国家邮政局市场监管司就违法收寄危险违禁物品对德邦物流进行监管约谈。
2022年3月11日，京東宣佈收購德邦物流。7月26日，京东集团通过京东物流（HK02618）完成了收购德邦控股超过50%的股权，间接控制德邦控股所持有的德邦股份66.4965%的股份。德邦物流也正式并入京东体系。

## 外部連結
- 官方网站